# جيلس روندي
جيلس روندي (بالفرنسية: Gilles Rondy)‏ (مواليد 4 سبتمبر 1981) هو سبّاح فرنسي، مثّل بلاده في الألعاب الأولمبية الصيفية 2008.

## روابط خارجية
جيلس روندي على موقع الاتحاد الدولي للسباحة (الإنجليزية)
- جيلس روندي على موقع اللجنة الأولمبية الدولية (الإنجليزية)
- جيلس روندي على موقع أوليمبيديا (الإنجليزية)
- جيلس روندي على موقع اللجنة الأولمبية الفرنسية (مؤرشف) (الفرنسية)